# Roland Brunner (Eisschnellläufer)
Roland Brunner (* 12. August 1970, Klagenfurt, Kärnten) ist ein ehemaliger österreichischer Eisschnellläufer.

## Karriere
Brunner startete bei den Olympischen Winterspielen 1992 in Albertville, 1994 in Lillehammer und 1998 in Nagano. Er kam dort nur auf Platz 12 (1994), stellte jedoch 21 Mal Landesrekorde für Österreich auf und gewann 11 Österreichische Meisterschaften.

## Persönliche Bestzeiten
| Disziplin | Zeit         | Jahr |
| --------- | ------------ | ---- |
| 500 m     | 35,77 s      | 1999 |
| 1000 m    | 1:10,98 min  | 1999 |
| 1500 m    | 1:55,32 min  | 1994 |
| 5000 m    | 7:23,9 min   | 1995 |
| 10.000 m  | 16:34,86 min | 1990 |